# Karjala Cup 2002 (November)
Der Karjala Cup 2002 war seit 1996 die siebte Austragung des in Finnland stattfindenden Eishockeyturniers. Es war Teil der Euro Hockey Tour, bei welcher sich die Nationalmannschaften Finnlands, Schwedens, Russlands und Tschechiens maßen. Der Wettbewerb wurde im November zum zweiten Male in diesem Jahre ausgetragen, da der Pokal der Vorsaison nicht wie sonst im November, sondern erst im April ausgetragen wurde.

## Spiele
| 7. November 2002 | Tschechien | 5:2 (1:0, 1:2, 3:0) | Schweden |  |

| 7. November 2002 | Finnland | 5:0 (0:0, 1:0, 4:0) | Russland |  |

| 9. November 2002 | Russland | 1:3 (0:1, 1:2, 0:0) | Schweden |  |

| 9. November 2002 | Finnland | 2:0 (0:0, 0:0, 2:0) | Tschechien |  |

| 10. November 2002 | Tschechien | 3:4 (n. V.) (0:2, 2:0, 1:1, 0:1) | Russland |  |

| 10. November 2002 | Finnland | 5:3 (2:1, 1:0, 2:2) | Schweden |  |

## Tabelle
| Platz  | Mannschaft | Spiele | S | S (OT) | N (OT) | N | T     | P |
| ------ | ---------- | ------ | - | ------ | ------ | - | ----- | - |
| Gold   | Finnland   | 3      | 3 | 0      | 0      | 0 | 12:03 | 9 |
| Silber | Schweden   | 3      | 1 | 0      | 0      | 2 | 08:11 | 3 |
| Bronze | Russland   | 3      | 2 | 0      | 0      | 1 | 05:11 | 2 |
| 4.     | Tschechien | 3      | 0 | 0      | 1      | 2 | 08:08 | 1 |

## All-Star-Team
Beste Spieler des Turniers: Kari Lehtonen  (Torhüter), Petteri Nummelin  (Verteidiger), Radek Duda (Stürmer) .
Die Wahl der Fachjournalisten fiel auf:
| Angriff:      | Kimmo Rintanen – Radek Duda – Ville Peltonen |
| Verteidigung: | Petteri Nummelin – Marko Tuulola             |
| Tor:          | Kari Lehtonen                                |